# Triángulo rojo
Según el sistema de marcado nazi, el triángulo rojo invertido era la marca obligada a llevar por los presos políticos en dichos campos de concentración nazis, algunos de los cuales, como Dachau y Buchenwald fueron específicamente construidos para confinar a los comunistas, socialdemócratas alemanes y strasseristas que seguían existiendo dentro de las filas del partido. Si bien el color rojo fue el escogido por haber sido asignado primero a los comunistas, también fue usado para opositores al nazismo de otras tendencias (socialistas, anarquistas,  así como sindicalistas y masones). Durante la guerra, se marcó así a presos políticos de otros países y a aliados de los judíos.[cita requerida]
En la actualidad es un símbolo que utilizan los colectivos y políticos antifascistas de toda ideología, desde anarquistas hasta comunistas.

## Proceso
Para alcanzar sus objetivos, los nazis se centraron desde el principio en la represión política. Con la finalidad de aterrorizar a sus adversarios y allanar el camino a sus políticas, el régimen creó desde sus primeros meses unos setenta centros de detención, por los que pasaron, entre febrero y abril de 1933, más de 45.000 personas. La represión se centró, especialmente, en el movimiento obrero organizado (comunistas, socialdemócratas y sindicalistas), aunque también pasaron por esos centros personas de tendencias liberales o conservadoras. Los centros de detención para presos políticos recibieron la designación de campos de concentración desde mediados de marzo de 1933. 
La liquidación de la oposición política abrió el camino para el Holocausto. Desde 1935 se pasó a una fase de masificación e institucionalización de los campos, con una intención preventiva contra cualquier enemigo, considerado como tal por los nazis, pero además como preparativo bélico frente a la guerra que los propios nazis estaban a punto de desencadenar. El campo de Sachsenhausen, inaugurado en 1936, fue destinado al principio principalmente a prisioneros políticos, pero a partir de 1938 fueron llevados allí miles de judíos, en 1940 miles de polacos y desde 1941 miles de militares soviéticos, 13 000 de los cuales fueron fusilados. Para entonces operaba completamente. Allí se erigió en 1961 una torre con triángulos rojos invertidos en memoria de los prisioneros políticos que murieron en los campos de concentración nazis.

## Españoles
Entre quienes llevaron el triángulo rojo en Buchenwald estuvo Jorge Semprún (quien llegaría a ser Ministro de Cultura de España entre 1988 y 1991). Se ha documentado el paso de más de siete mil republicanos españoles en Mauthausen, pero en dicho campo no estaban marcados con triángulos rojos, sino con triángulos azules como "apátridas", para seguir las indicaciones de Franco. Entre quienes llevaron el triángulo rojo en Sachsenhausen estuvo Largo Caballero, prisionero de los nazis desde 1943. En 1969 en el Cementerio del Père Lachaise (París) fue erigido un monumento dedicado a los exiliados españoles que sufrieron la deportación nazi. En la parte alta de la estela se encuentra el triángulo rojo con una S, distintivo de los deportados políticos españoles.

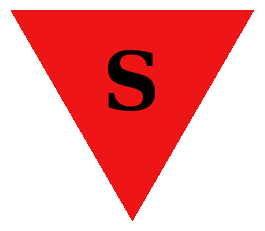
Marca para preso político español según el sistema nazi.
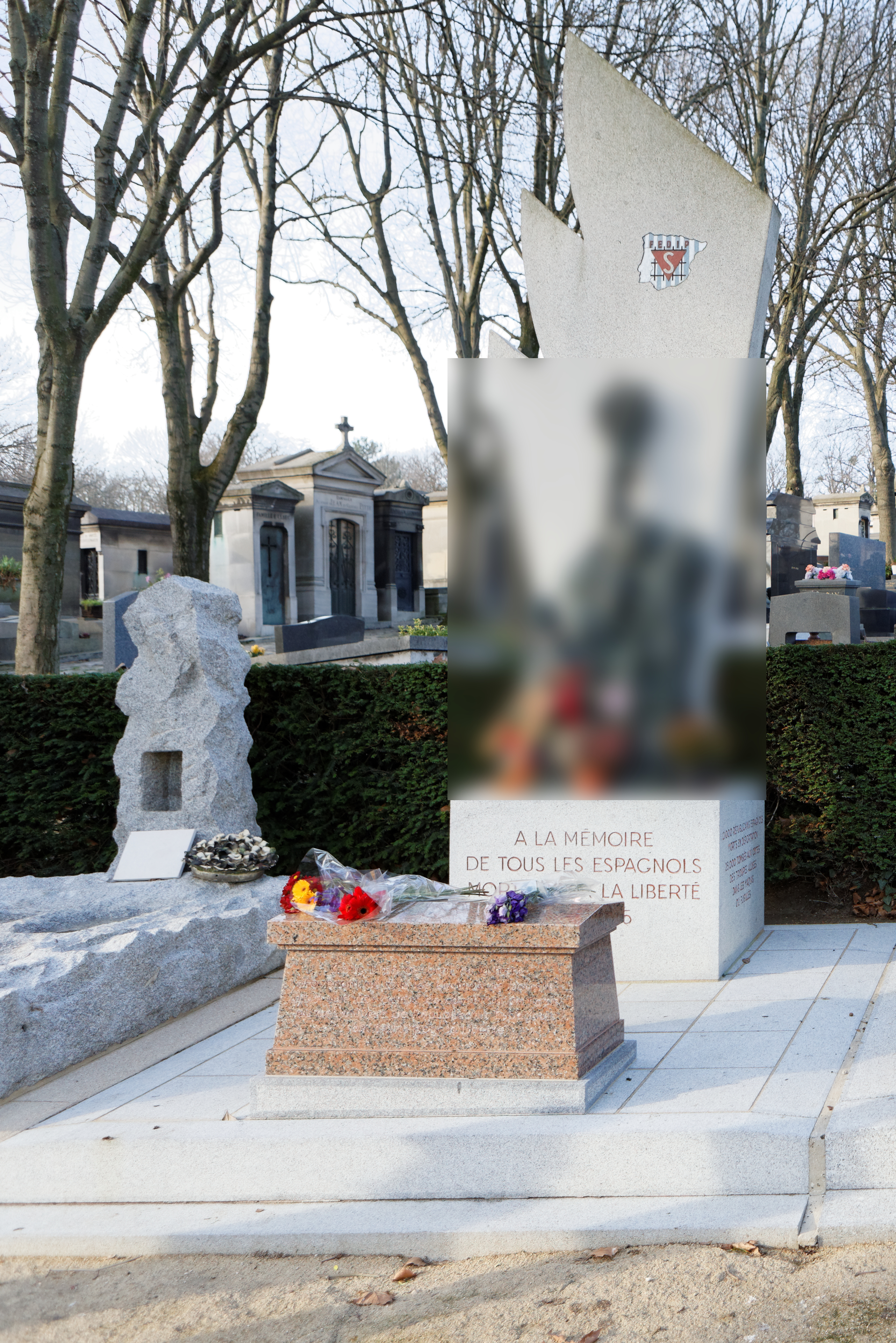
Monumento en homenaje a los españoles en el cementerio del Père Lachaise. En la parte superior se puede observar el triángulo rojo invertido con la inscripción de la letra «S».
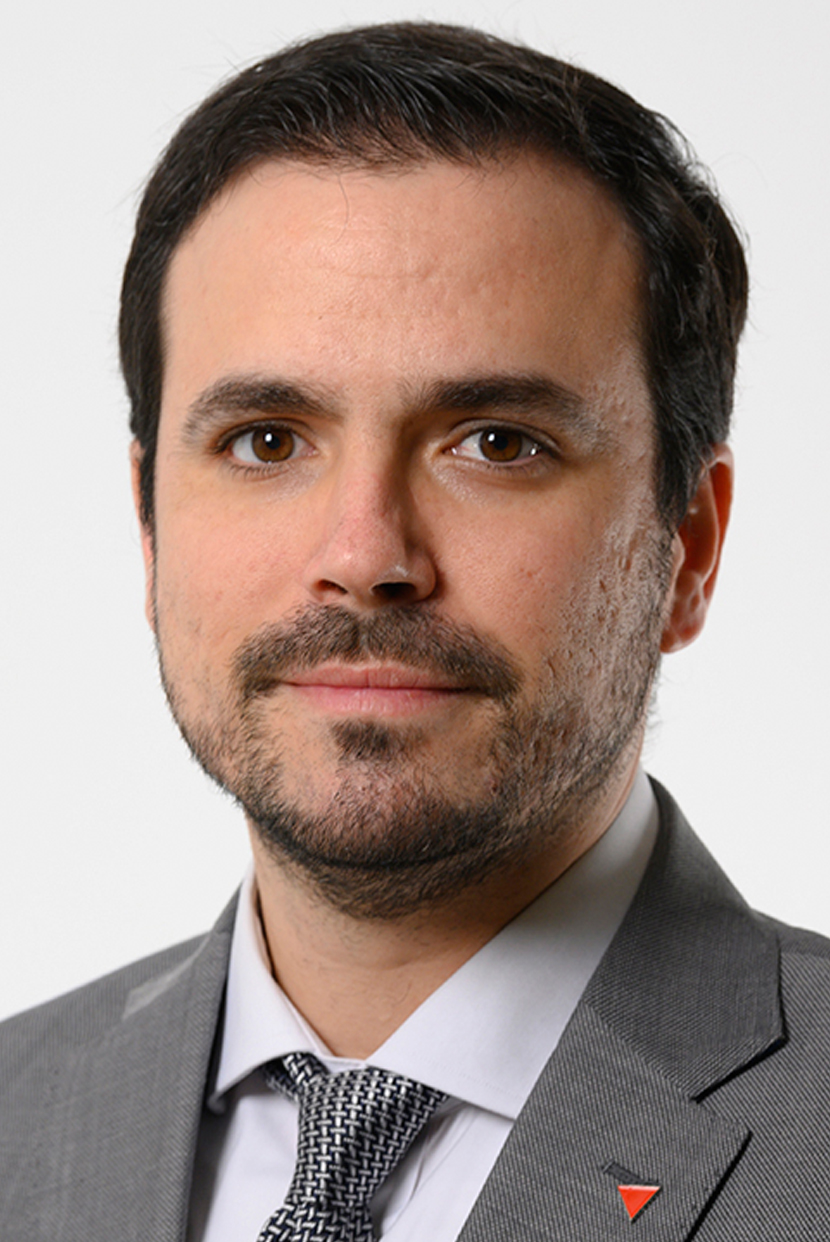
El ministro de Consumo del gobierno español, Alberto Garzón, luciendo un pin del triángulo rojo en 2020.
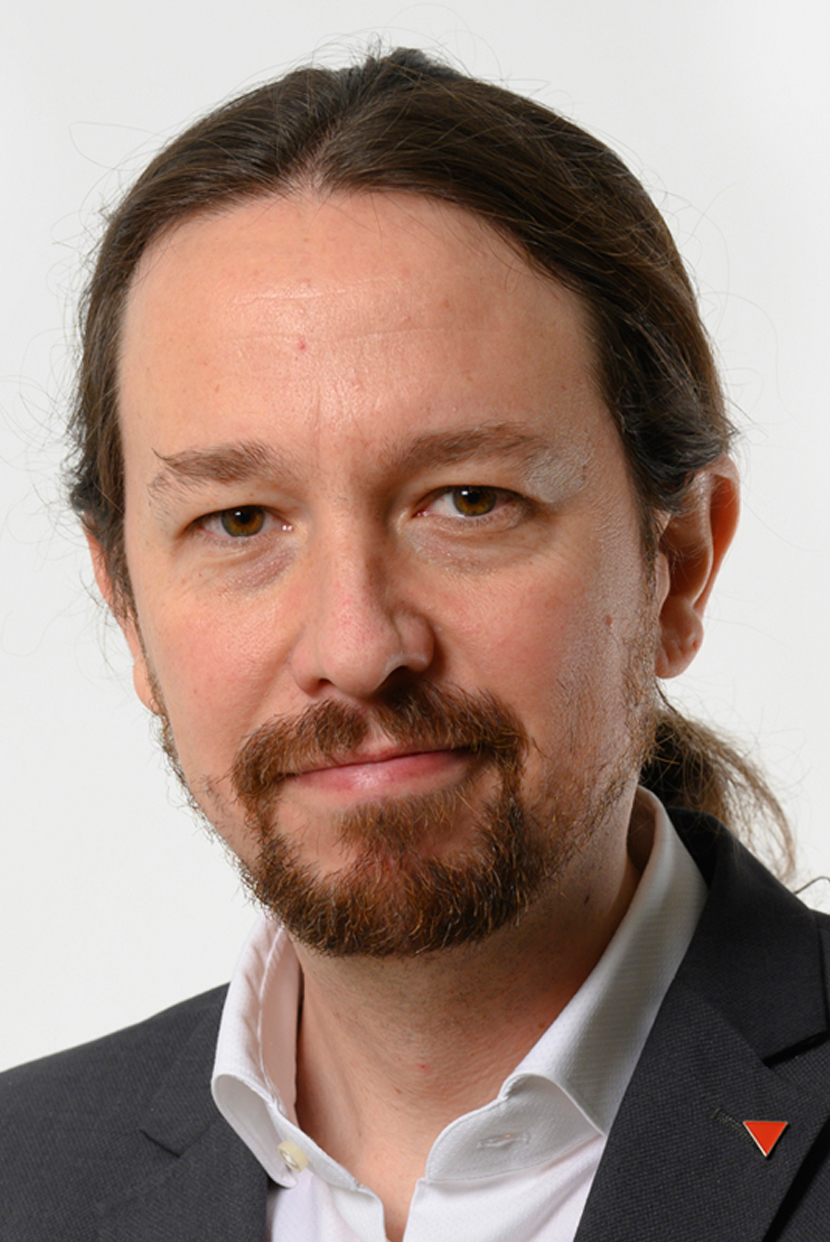
El Vicepresidente segundo y ministro de Derechos Sociales y Agenda 2030 del gobierno español, Pablo Iglesias, luciendo un pin del triángulo rojo en 2020.

## Organización en Buchenwald
Los prisioneros políticos de Buchenwald llegaron a estructurar una sólida organización clandestina, dentro de la cual circulaban boletines y se mantenía una información al día y una escucha permanente de las radios aliadas que transmitían desde Moscú a Londres.